# Algemene verkiezingen in Liberia (1849)

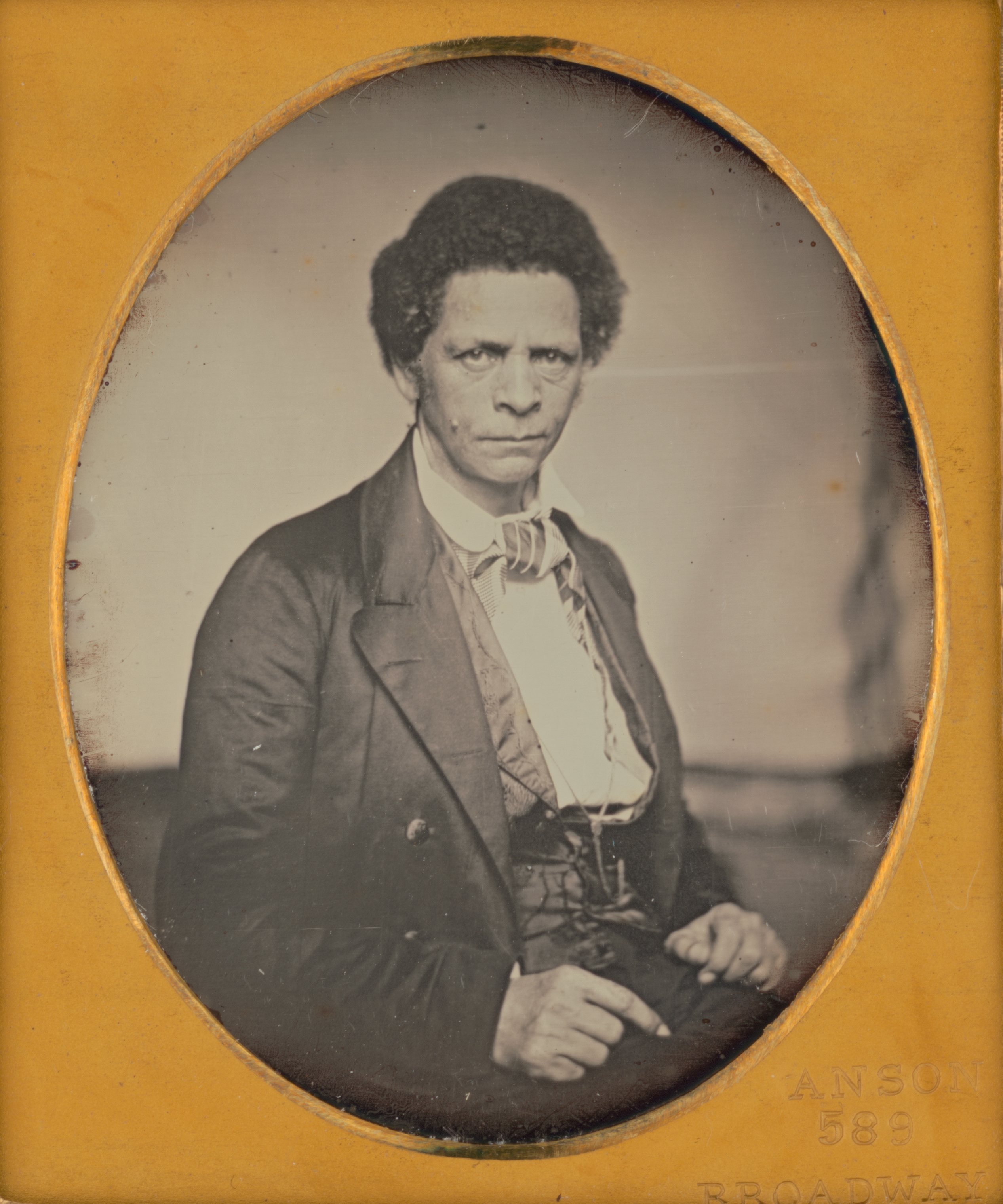
President Joseph Jenkins Roberts.

De algemene verkiezingen in Liberia van 1849 werden op 1 mei van dat jaar gehouden en resulteerden in een overwinning voor zittend president Joseph Jenkins Roberts van de Republican Party. Exacte data, zoals opkomstcijfers, stemverdeling en percentages ontbreken.
Vicepresident Nathaniel Brander werd bij de verkiezingen verslagen door Anthony D. Williams.
Tegelijk met de verkiezingen werd een referendum gehouden.